# Леонид (Протасьев)
Епи́скоп Леони́д Прота́сьев — епископ Русской православной церкви, епископ Рязанский и Муромский.

## Биография
Был постриженником и игуменом (с 1563 по 1566 годы и вторично с 1568 года) Иосифо-Волоколамского монастыря, истым приверженцем игумена Иосифа Волоцкого.
Как свидетельствует его челобитная, в эти годы он был приближен ко двору новгородского архиепископа, будущего митрополита Макария, а впоследствии — новгородского архиепископа Феодосия.
В 1573 году хиротонисан во епископа Рязанского и Муромского.
В 1578 году присутствовал на Соборе, установившем празднование преподобному Иосифу Волоцкому.
В 1581 и 1584 годах участвовал в Соборах, запретивших духовенству приобретать вотчины.
При Леониде иеромонахом Матфеем продолжалась миссионерская деятельность в Шацком крае. В 1573 году Матфей крестил много мордвы, а в  1584 году по благословению епископа Леонида им был построен Чернеев Николаевский мужской монастырь на реке Цне, в 20 верстах от города Шацка; монастырь был предназначен для утверждения Православия среди неславянских народов.
В начале 1586 года (по другим источникам, в 1584 году) отстранён от управления епархией.
В 1588 году Леонидом составлено житие Василия Блаженного и похвальное слово ему.
Сведений о дате смерти и месте захоронения епископа Леонида нет.